# Bessude
Bessude là một đô thị ở tỉnh Sassari trong vùng Sardinia, có khoảng cách khoảng 150 km về phía bắc của Cagliari và cách khoảng 25 km southvề phía đông của Sassari. Tại thời điểm ngày 31 tháng 12 năm 2004, đô thị này có dân số 474 người và diện tích là 26,8 km².
Bessude giáp các đô thị: Banari, Bonnanaro, Borutta, Ittiri, Siligo, Thiesi.